# رئيس وزراء تيمور الشرقية
رئيس وزراء تيمور الشرقية ورسميًا رئيس وزراء جمهورية تيمور الشرقية الديمقراطية (بالبرتغالية: Primeiro-Ministro da República Democrática de Timor-Leste‏)(بالتيتومية: Primeiru-Ministru Republika Demokratika)، هو رئيس حكومة تيمور الشرقية.

## قائمة رؤساء وزراءتيمور الشرقية

### رئيس وزراء تيمور الشرقية خلال حرب الاستقلال
| No. | الصورة | الاسم (الميلاد–الوفاة)             | الانتخابات | فترة الحكم     | فترة الحكم    | فترة الحكم | الحزب    |
| No. | الصورة | الاسم (الميلاد–الوفاة)             | الانتخابات | استلم المنصب   | ترك المنصب    | مدة الحكم  | الحزب    |
| --- | ------ | ---------------------------------- | ---------- | -------------- | ------------- | ---------- | -------- |
| 1   |        | نيكولاو دوس ريس لوباتو (1946–1978) | —          | 28 نوفمبر 1975 | 7 ديسمبر 1975 | 9 أيام     | فريتيلين |

### رئيس الوزراء أثناء إدارة الأمم المتحدة
| No. | الصورة | الاسم (الميلاد–الوفاة)              | الانتخابات | فترة الحكم     | فترة الحكم   | فترة الحكم | الحزب    |
| No. | الصورة | الاسم (الميلاد–الوفاة)              | الانتخابات | استلم المنصب   | ترك المنصب   | مدة الحكم  | الحزب    |
| --- | ------ | ----------------------------------- | ---------- | -------------- | ------------ | ---------- | -------- |
| –   |        | مرعي بن عمودة الكثيري (مواليد 1949) | 2001       | 20 سبتمبر 2001 | 20 مايو 2002 | 212 أيام   | فريتيلين |

### رؤساء وزراء جمهورية تيمور الشرقية الديمقراطية
| No. | الصورة | الاسم (الميلاد–الوفاة)              | الانتخابات | فترة الحكم     | فترة الحكم     | فترة الحكم        | الحزب                               |
| No. | الصورة | الاسم (الميلاد–الوفاة)              | الانتخابات | استلم المنصب   | ترك المنصب     | مدة الحكم         | الحزب                               |
| --- | ------ | ----------------------------------- | ---------- | -------------- | -------------- | ----------------- | ----------------------------------- |
| 2   |        | مرعي بن عمودة الكثيري (مواليد 1949) | 2001       | 20 مايو 2002   | 26 يونيو 2006  | 4 سنوات و37 أيام  | فريتيلين                            |
| 3   |        | جوزيه راموس هورتا (مواليد 1949)     | —          | 26 يونيو 2006  | 19 مايو 2007   | 327 أيام          | مستقل                               |
| 4   |        | إستانسلاو دا سيلفا (مواليد 1952)    | —          | 19 مايو 2007   | 8 أغسطس 2007   | 81 أيام           | فريتيلين                            |
| 5   |        | شانانا غوسماو (مواليد 1944)         | 2007 2012  | 8 أغسطس 2007   | 16 فبراير 2015 | 7 سنوات و192 أيام | مؤتمر إعادة الإعمار التيموري الوطني |
| 6   |        | روي ماريا دي أراوجو (مواليد 1964)   | —          | 16 فبراير 2015 | 15 سبتمبر 2017 | 2 سنوات و211 أيام | فريتيلين                            |
| (2) |        | مرعي بن عمودة الكثيري (مواليد 1949) | 2017       | 15 سبتمبر 2017 | 22 يونيو 2018  | 280 أيام          | فريتيلين                            |
| 7   |        | تور ماتان رواك (مواليد 1956)        | 2018       | 22 يونيو 2018  | 1 يوليو 2023   | 5 سنوات و9 أيام   | حزب التحرير الشعبي                  |
| (6) |        | شانانا غوسماو (مواليد 1946)         | 2023       | 1 يوليو 2023   | الحالي         | 1 سنة و266 أيام   | مؤتمر إعادة الإعمار التيموري الوطني |

## هوامش
1. ↑  استقال خلال أزمة تيمور الشرقية 2006.